# Мийзакюла (Паюзі)
Ми́йзакюла (ест. Mõisaküla) — село в Естонії, у волості Паюзі повіту Йиґевамаа.

## Населення
Чисельність населення на 31 грудня 2011 року становила 22 особи.

## Географія
Через село проходить автошлях 162 (Айду — Калана — Пилтсамаа).